# ヤーコブ・ヒレス

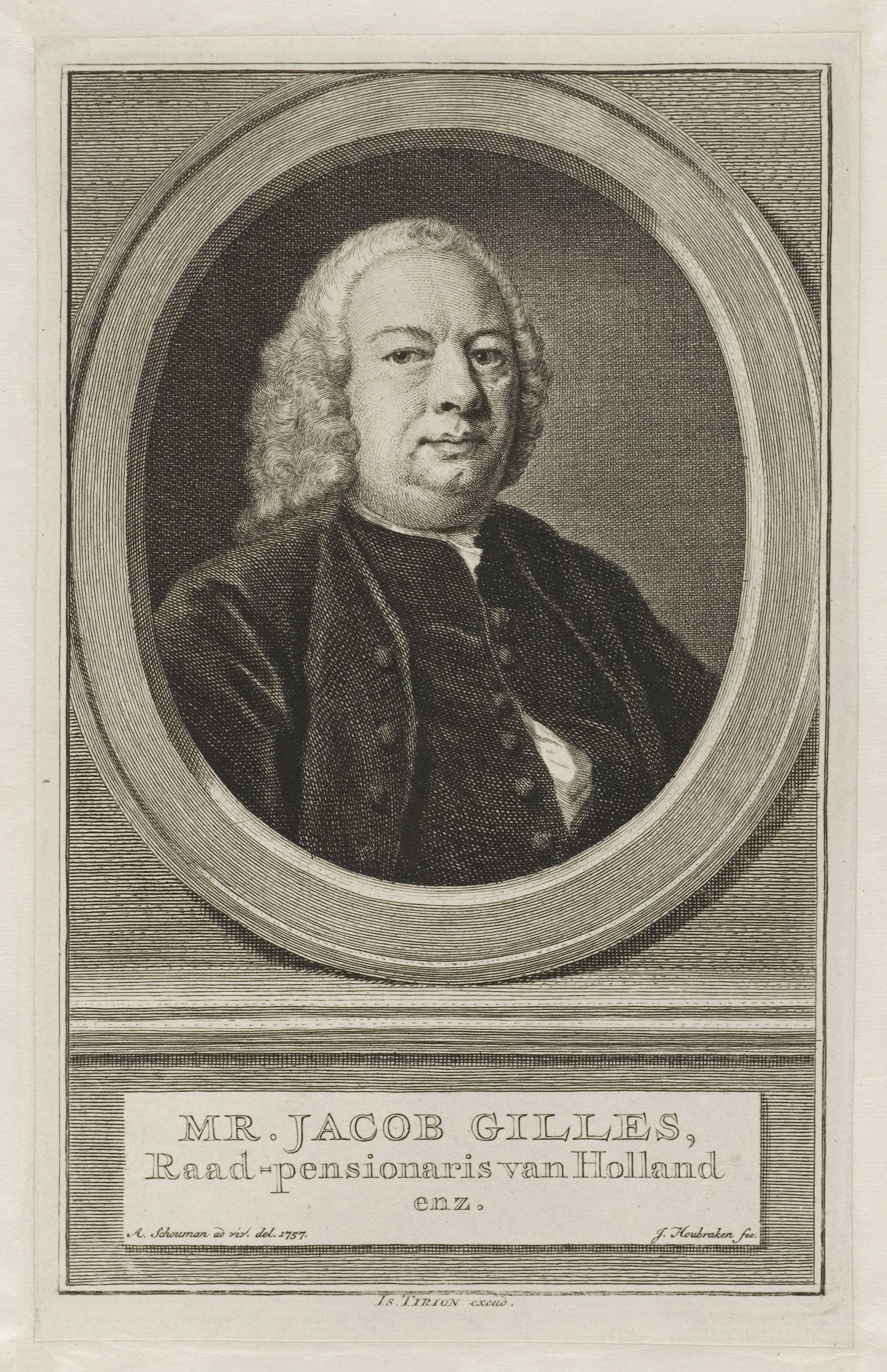

ヤーコブ・ヒレス（オランダ語: Jacob Gilles、1691年頃 コルン - 1765年9月10日 イペンバーグ）は、ネーデルラント連邦共和国の政治家。1731年よりハールレム市の法律顧問を務め、1746年9月23日から1749年5月3日まで、ホラント州法律顧問を務めた。当時、オーストリア継承戦争の講和交渉であるブレダ会議が続いていたが、不調に終わったためフランスはオランダに侵攻した。内憂外患の中でオラニエ公ウィレム4世がオランダ総督になったが、ヒレスは1749年まで法律顧問職に留まった。以降はイペンバーグの邸宅で世間から忘れ去られたまま生活し、1765年9月10日に死去した。